# Semën Denisovič Ignat'ev
Semën Denisovič Ignat'ev ((in russo Семён Денисович Игнатьев?); Karlovka, 14 settembre 1904 – Mosca, 27 novembre 1983) è stato un politico sovietico, Ministro per la Sicurezza dello Stato dell'Unione Sovietica.

## Biografia
Figlio di un contadino, Ignat'ev, ingegnere, si unì al Partito Comunista nel 1926. Per gran parte della sua carriera, fu un riservato apparatčik regionale, in servizio presso la Segreteria del Partito in Buriazia, Baškortostan, nella Repubblica Socialista Sovietica Bielorussa e in quella Uzbeka. Nel 1950 fu chiamato a Mosca, dove Stalin lo voleva per contrastare il potere di L.P. Berija e V.S. Abakumov, al tempo i due principali dirigenti della polizia segreta.
Nel 1951, fu scelto da Stalin per rimpiazzare Abakumov come Ministro per la Sicurezza dello Stato (MGB) dell'Unione Sovietica. Nel corso del suo ufficio come capo della polizia segreta, Ignat'ev indagò sul "complotto dei medici" e contribuì a propagare l'antisemitismo in Unione Sovietica, agendo in base ad ordini diretti di Stalin.
Fu membro del Comitato Centrale del Partito Comunista dell'Unione Sovietica dal 1952 al 1961. Fu anche, per breve tempo, membro del Praesidium del Comitato Centrale (l'ex Politburo) nei mesi che precedettero la scomparsa di Stalin.
Subito dopo la morte del dittatore sovietico, Ignat'ev perse gran parte del suo potere, quando Berija assorbì l'MGB nel Ministero degli Affari Interni (MVD), da lui presieduto, il 5 marzo 1953. Ignat'ev fu rimandato in Baškortostan, e terminò la sua carriera politica come Segretario del Partito in Tatarstan, prima di andare in pensione nel 1960.
Al contrario di Berija e Abakumov, fucilati nel 1953, Ignat'ev fu l'unico capo della polizia segreta, nominato da Stalin, a non morire di morte violenta. Morì nel 1983 e fu sepolto nel Cimitero di Novodevičij a Mosca, insieme a molti altri membri della direzione sovietica.
| Controllo di autorità | VIAF (EN) 308217268 · GND (DE) 1050828712 |